# Accord de Petersberg
L'accord de Petersberg est un traité international signé le 22 novembre 1949 qui étend les droits du gouvernement fédéral allemand vis-à-vis des forces d'occupation britanniques, françaises et américaines. Son nom officiel est Protocole des accords conclus au Petersberg, le 22 novembre 1949, entre les Hauts-Commissaires alliés et le Chancelier de la République fédérale d'Allemagne.
Il est vu comme le premier pas important de la République fédérale d'Allemagne (RFA) vers sa souveraineté. Il permet notamment aux Allemands de reprendre des relations consulaires et commerciales avec l'étranger, ainsi que l'entrée de leur pays comme membre à part entière de l'Autorité internationale de la Ruhr.
Ce document fut signé à l'hôtel Petersberg, situé sur le mont éponyme à côté de Bonn, et qui était alors le siège de la Haute commission alliée. Ce fut la première modification du statut d'occupation de l'Allemagne.

## Contexte historique
L'occupation de l'Allemagne connaît trois phases successives. Durant la première phase, entre 1945 et 1948, les Quatre Puissances alliées exercent l'autorité suprême en Allemagne et il n'existe plus d'État allemand central.
Durant la deuxième phase, entre 1949 et 1954, la rupture entre les trois puissances occidentales et l'Union soviétique aboutit à la renaissance de l'Allemagne au prix de sa division en deux États, la République démocratique allemande (RDA) sur le territoire de la zone d'occupation soviétique et la République fédérale d'Allemagne (RFA) sur le territoire des zones américaine, britannique et française. La Loi fondamentale de la République fédérale d'Allemagne est promulguée le 23 mai 1949. Les premières élections fédérales allemandes se tiennent le dimanche 14 août 1949, afin d'élire les députés de la 1re législature du Bundestag. Konrad Adenauer est élu Chancelier le 15 septembre 1949.
Parallèlement à l'instauration de la RFA, les Trois Puissances occidentales adoptent le 8 avril 1949 un statut unique d'occupation qui octroie à la RFA une large autonomie administrative et législative,. Puis, à la suite d'une réunion des ministres des Affaires étrangères à Paris les 9 et 10 novembre 1949, les Hauts-Commissaires américain, britannique et français sont autorisés à ouvrir des discussions avec le nouveau chancelier allemand. Ces discussions se tiennent les 15, 17 et 22 novembre 1949 et aboutissent à l'accord de Petersberg. 
L'objectif premier de ces discussions est d'incorporer la toute nouvelle RFA dans le bloc de l'Ouest atlantique et européen. Selon les termes du préambule de l'accord, « l'association de l'Allemagne avec les pays de l'Europe occidentale devra être activement poursuivie dans tous les domaines, par son entrée dans des organismes appropriés, ainsi que par l'échange de représentations commerciales et consulaires avec d'autres pays ». En application de cet accord, la RFA entre au Conseil de l'Europe le 2 mai 1951. 
L'accord de Petersberg ne modifie pas la situation au regard de la continuation de l'état de guerre entre les Alliés et l'Allemagne. La capitulation du 8 mai 1945 acte seulement la cessation des hostilités. Depuis lors, les Quatre Puissances ne sont pas parvenues à un accord sur le contenu d'un traité de paix avec l'Allemagne. De ce fait elles demeurent en état de guerre avec l'Allemagne, ainsi que le rappelle l'article 7 de l'accord de Petersberg. La situation évolue en septembre 1950 quand les Trois Puissances occidentales s'engagent à mettre fin à l'état de guerre avec l'Allemagne au regard de leur législation nationale. Cette intention est concrétisée le 9 juillet 1951 par la France et le Royaume-Uni, puis le 24 octobre 1951 par les États-Unis. Pour autant, le statut d'occupation de l'Allemagne demeure en force, ne serait-ce que pour conserver un cadre légal à la présence des forces armées occidentales sur le sol de la RFA. Il faut attendre la réunification de l'Allemagne et le traité portant règlement définitif concernant l'Allemagne en 1990 pour que l'état de paix soit officiellement proclamé. 
Ultérieurement, durant la troisième phase à partir de 1954, l'existence des deux États allemands est consolidée par leur intégration complète au sein des blocs de l'Ouest et de l'Est et leur souveraineté est restaurée, sauf sur les questions relatives à l'Allemagne dans son ensemble et à Berlin pour lesquelles les Quatre Puissances conservent leurs droits réservés. Concernant la RFA, le statut d'occupation de l'Allemagne est abrogé par l'entrée en vigueur le 5 mai 1955 des accords de Paris signés le 23 octobre 1954.

## Signature
L'accord de Petersberg est signé par le chancelier Konrad Adenauer pour la RFA et par les trois Hauts-Commissaires alliés, John J. McCloy pour les États-Unis, André François-Poncet pour la France et Brian Hubert Robertson pour le Royaume-Uni.

## Contenu de l'accord
L'accord de Petersberg comporte un préambule et dix articles.
L'article 1 reprend les termes du préambule relatifs à la participation de l'Allemagne à des organisations internationales, en les précisant. Il rappelle que l'Allemagne participe déjà à l'OECE,, l'organisation mise sur pied pour la distribution de l'aide du plan Marshall aux Européens, et fait état du « désir manifesté de part et d'autre de voir la République fédérale admise rapidement au Conseil de l'Europe ».
L'article 2 prévoit l'admission de la RFA à l'Autorité internationale de la Ruhr.
Par l'article 3 , « le Gouvernement [de la RFA] affirme sa ferme volonté de maintenir la démilitarisation du territoire fédéral et de s'efforcer par tous les moyens en son pouvoir d'empêcher la reconstitution de forces armées de quelque nature que ce soit ». Quatre ans après la fin de la Seconde Guerre mondiale, la question du réarmement allemand demeure extrêmement sensible aux yeux des Français et des Britanniques. Mais, sous la pression des États-Unis, moins d'un an plus tard le projet d'une Communauté européenne de défense (CED) incluant l'Allemagne voit le jour.
L'article 4 prévoit le rétablissement graduel de relations consulaires et commerciales entre la RFA et les pays « avec lesquels de telles relations paraîtraient profitables ».
Par l'article 5, « le gouvernement [de la RFA] affirme sa volonté, en tant que gouvernement démocratique issu de libres élections, de s'attacher sans réserve aux principes de liberté, de tolérance et d'humanité qui unissent les nations de l'Europe occidentale ». Ainsi formulé, le début de cet article reprend le credo démocratique qui est , avec le libéralisme économique, l'un des deux piliers de l'atlantisme et de la construction européenne. Quatre ans seulement après la fin de la guerre, la suite du texte de cet article revient explicitement sur le passé nazi de l'Allemagne : « le Gouvernement fédéral est fermement décidé à extirper de la vie et des institutions de l'Allemagne tous les vestiges du régime nazi, et à empêcher la renaissance du totalitarisme sous cette forme ou sous une autre ».
L'article 6 transfert à la RFA le pouvoir législatif relatif aux mesures de décartellisation qui seraient décidées par la Haute-Commission alliée.
L'article 7 lève partiellement les restrictions imposées aux constructions navales allemandes.
L'article 8 réduit largement le programme de démantèlement des installations industrielles allemandes.
L'article 9 indique que la cessation de l'état de guerre a été discutée mais n'a pas été prononcée.
L'article 10 réitère l'objectif des parties d'atteindre les buts définis dans le préambule et l'espoir que l'accord contribue à « l'incorporation de l'Allemagne dans une communauté stable et pacifique des nations européennes ».